# Augusto Righi
Pour les articles homonymes, voir Righi.
Augusto Righi  (né le 27 août 1850 à Bologne et mort dans la même ville le 8 juin 1920) est un physicien italien et un pionnier dans l'étude de l'électromagnétisme.

## Biographie
Les premières recherches d'Augusto Righi, effectuées à Bologne entre 1872 et 1880, concernent principalement l'électrostatique. En 1880, il devient professeur ordinaire de physique à l'université de Palerme, où il étudie la conduction de chaleur et d'électricité dans le bismuth. 
De 1885 à 1889, il est professeur à l'université de Padoue (Padova), étudiant l'effet photoélectrique. Vers la fin de 1889, il est appelé à l'université de Bologne, sa ville natale, où il travaille le restant de sa vie sur des sujets tels que l'effet Zeeman, les « rayons Roentgen », le magnétisme et les résultats des expériences de Michelson.
L'un des plus célèbres élèves de Righi est Guglielmo Marconi. Marconi a étudié sous la direction de Righi dans son laboratoire à Bologne.

## Honneurs
L'astéroïde (16766) Righi porte son nom.